# Эрлинсбах (Золотурн)
Эрлинсбах (нем. Erlinsbach SO) — коммуна в Швейцарии, в кантоне Золотурн. 
Входит в состав округа Гёсген. Население составляет 2929 человек (на 31 декабря 2007 года). Официальный код — 2503.

## Состав коммуны
- Нидерерлинсбах
- Оберерлинсбах